# نواتیان
نواتیان (انگلیسی: Novatian; ح. 200 – ح. 258) متخصص الهیات، کشیش کاتولیک، و نویسنده اهل روم باستان بود.